# 陳問梅
陳問梅（1925年10月21日—2005年11月2日），又名陳拱。浙江省溫嶺縣人。1951年於國立臺灣師範大學國文系畢業。畢業後先後於 台北縣淡水中學、 台北市立工業職業學校、台北第二工業職業補校任教。在1958年起任教於東海大學中文系，1962年8月，从讲师升为副教授，兼授荀子课程。1968年8月，升为教授。1969年学年开始，接替徐复观主讲的中国思想史课程。在1975年8月，接替萧继宗担任东海大学中文系系主任。1996年1月退休，往舊金山生活。2005年去世。

## 著作
专书大約有七种，包括：《初职国文教学手册》、《捡煤屑的孩子》、《王充思想評論》、《墨学研究》、《儒墨平议》、《墨學之省察》、《文心雕龍本義》。而發表論文共有81篇，與《文心雕龍》相關者有29篇，和墨學相關者有19篇。